# 大巴山
大巴山，简称巴山，是中国西南部的山脉之一。

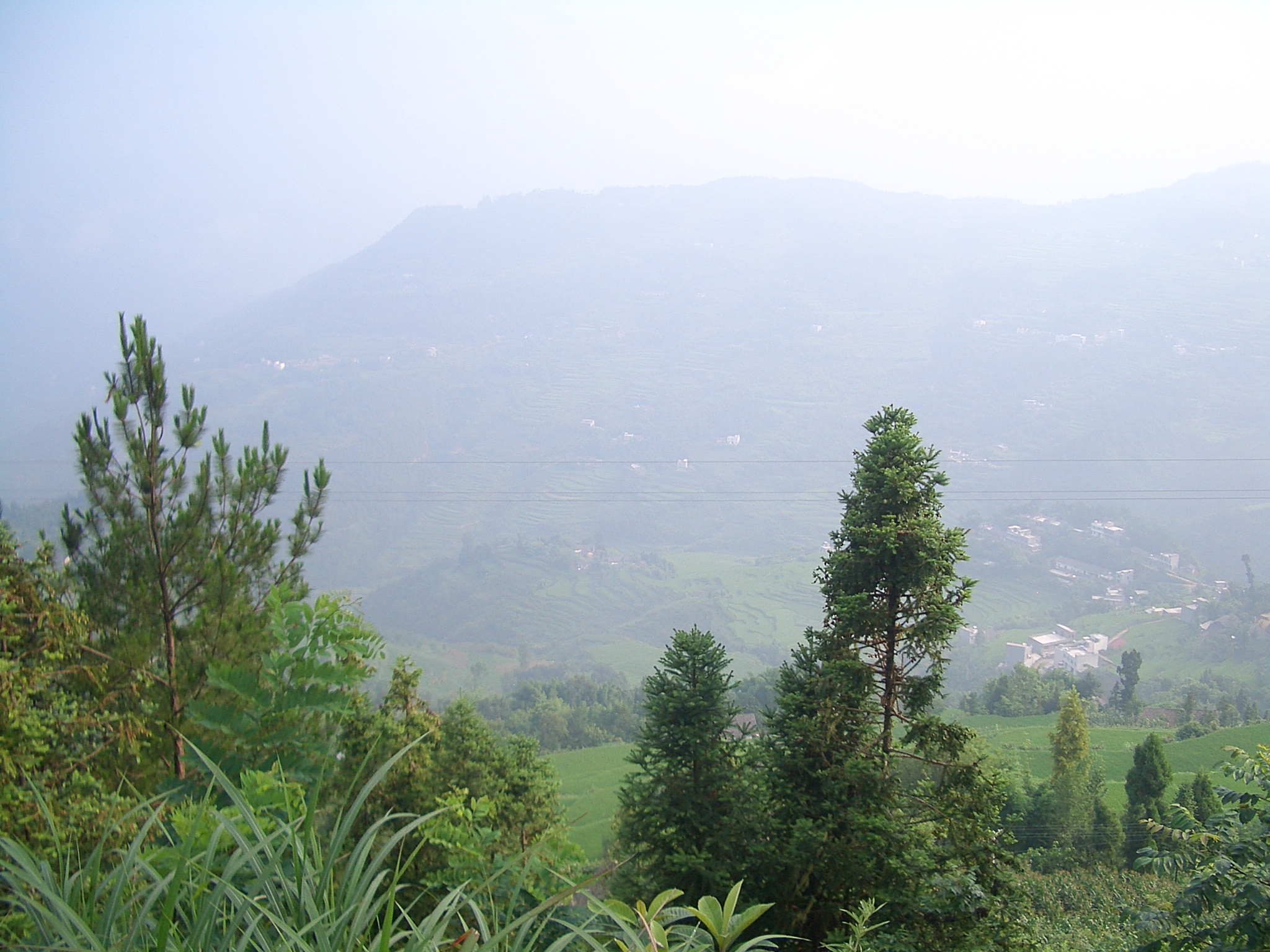
巴東縣渓丘湾乡風景

狭义的大巴山位于四川、重庆、陕西、湖北省边境，是汉水与嘉陵江的分水岭。海拔大约1300-2000米，其主峰大神农架位于湖北省神农架林区，海拔3053米。
广义的大巴山包括四川省、重庆市、陕西省、甘肃省和湖北省交界处的山地，将四川盆地和汉中盆地分隔开来。东连神农架、巫山；西接摩天岭，北临汉江谷地。自西晉以來，四川地區的北界自漢中移至大巴山，以防止四川的政權有險地可守。

## 地理特征
大巴山与秦岭属于同一造山带区域，将黄河流域与长江流域分隔开来。
大巴山的特有动植物包括巴山松、巴山冷杉。位于重庆的大巴山自然保护区是中国国家级自然保护区之一。
在大巴山区域，2016年发现了全球最大的溶岩天坑带汉中天坑群，共计54个天坑，以及大量暗河和岩洞。

## 相關詩詞
《夜雨寄北》

李商隱

君問歸期未有期，巴山夜雨漲秋池。
《酬樂天揚州初逢席上見贈》

劉禹錫

巴山楚水淒涼地，二十三年棄置身。

懷舊空吟聞笛賦，到鄉翻似爛柯人。

沉舟側畔千帆過，病樹前頭萬木春。

## 植被

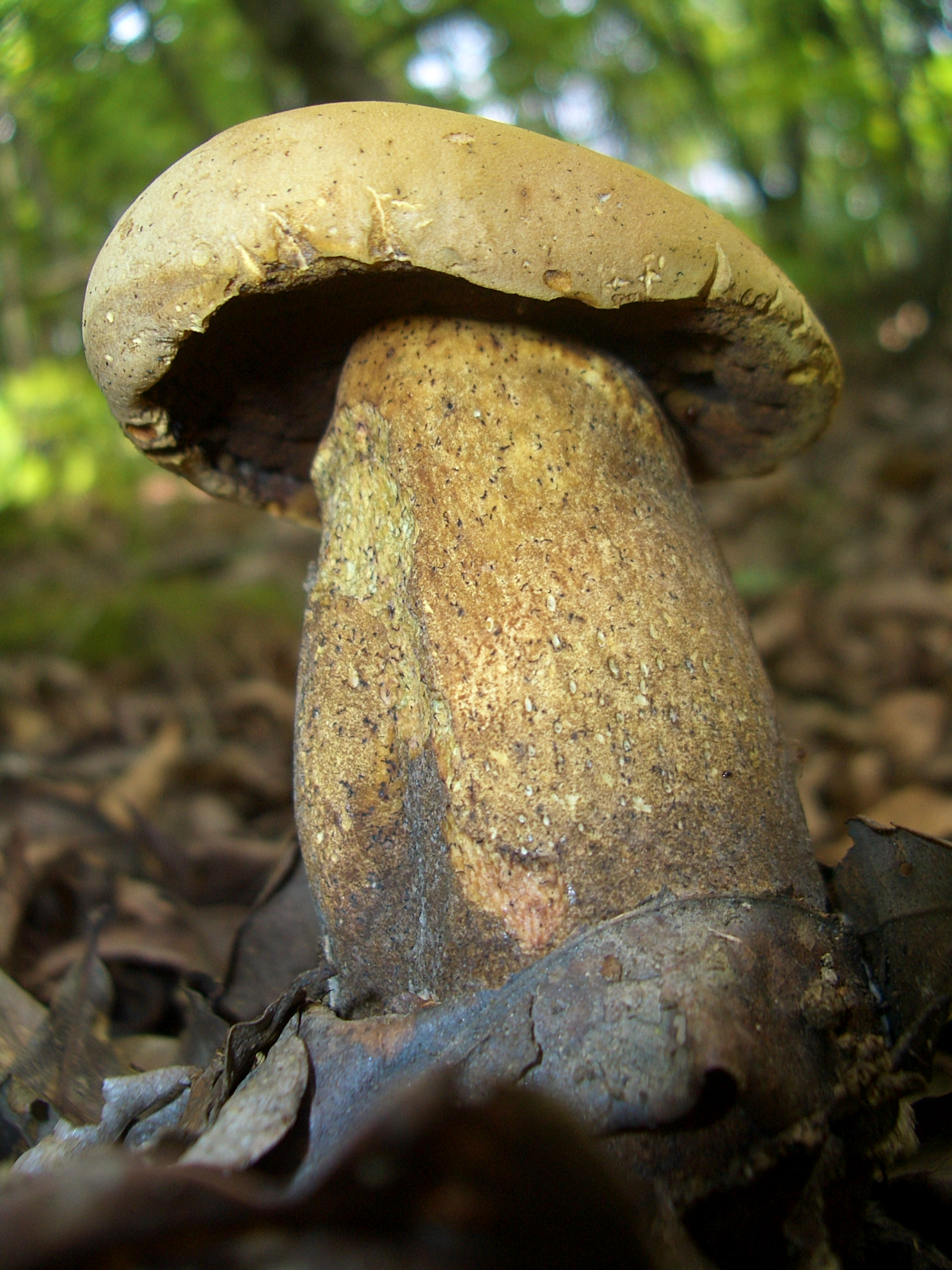
湖北木鱼附近的森林
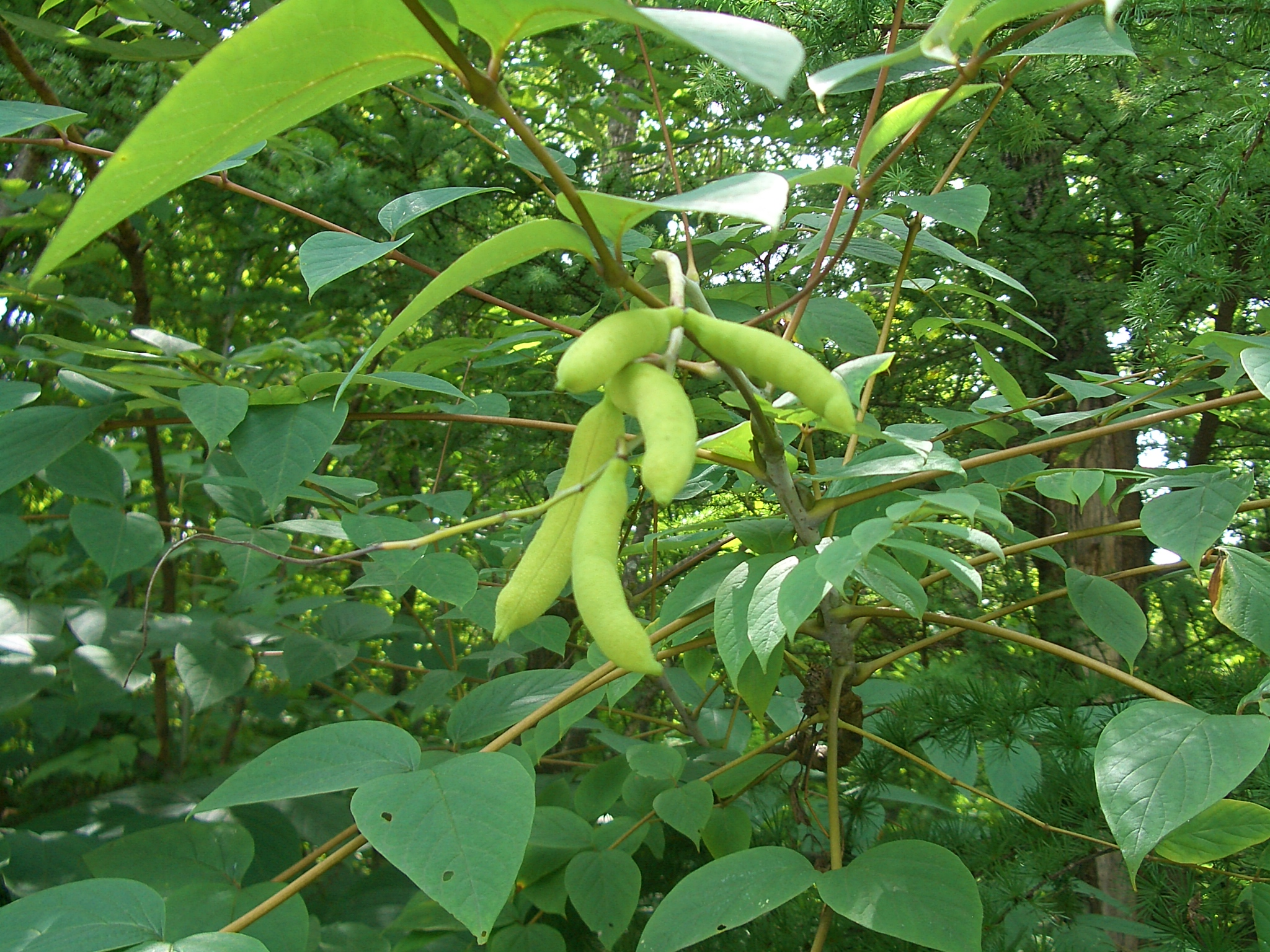
貓兒屎屬植物Decaisnea insignis （大约位于海拔2,000（6,600英尺）的位置）
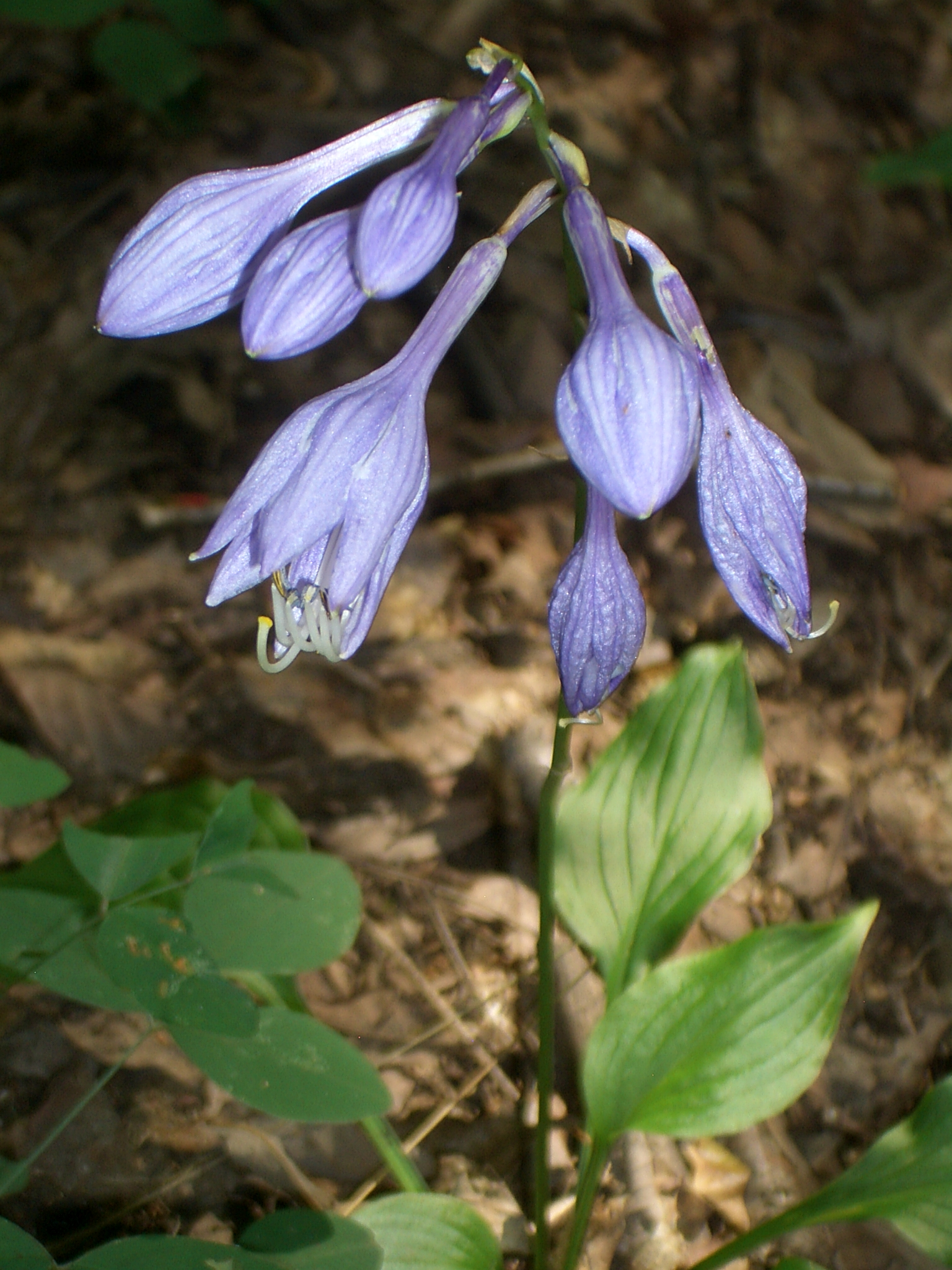
玉簪屬植物Hosta ventricosa
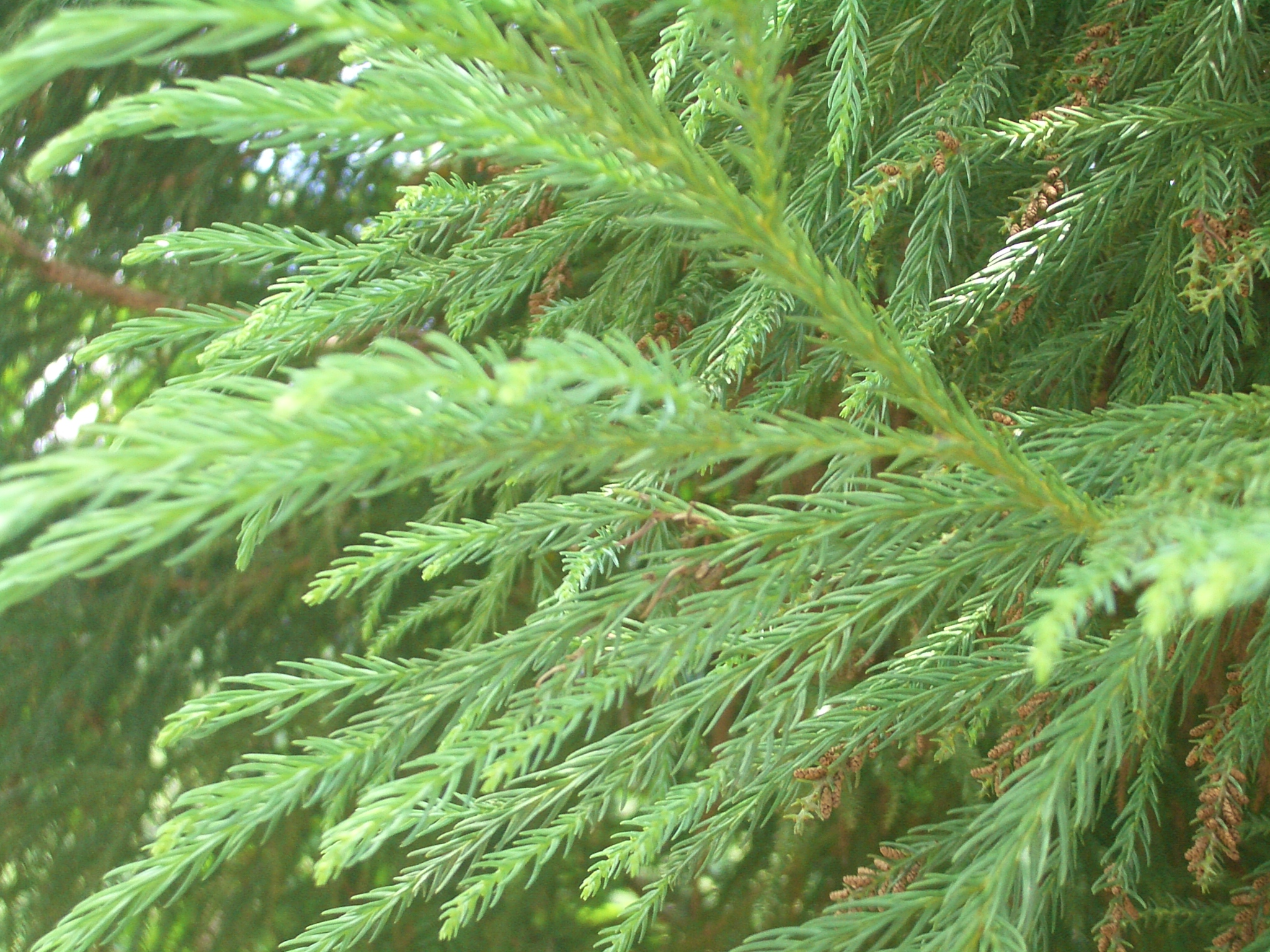
日本柳杉（Cryptomeria japonica）
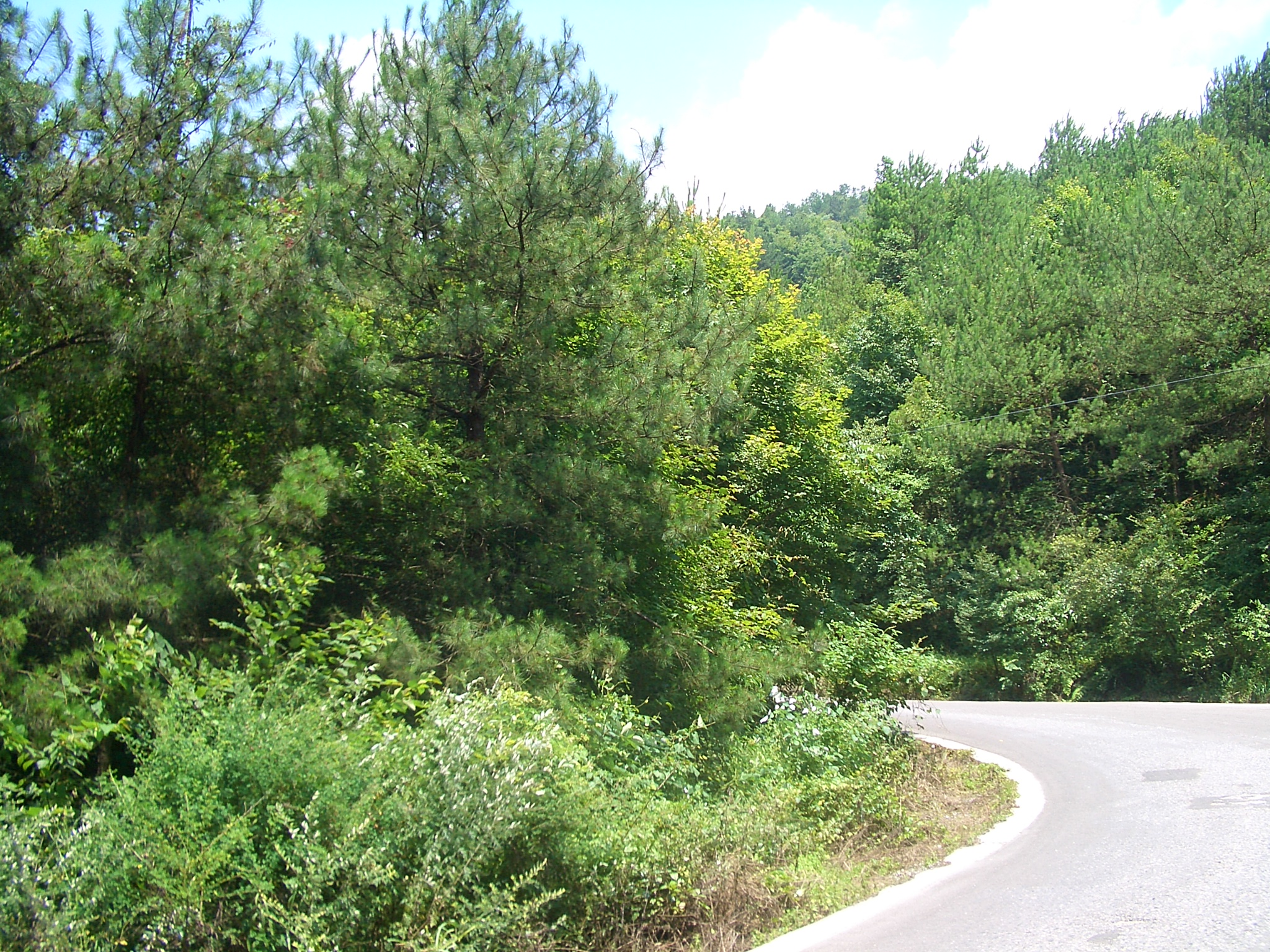
油松（Pinus tabuliformis），位于兴山县